# أسقف زجاجية (مسلسل)
أسقف زجاجية هو مسلسل تلفزيوني درامي وكوميدي رومانسي تركي لشركة OJO Pictures. من إخراج فهمي أوزتورك وتأليف Meriç Acemi، وبطولة كوبيلاي أكا وبانسو سورال دور البطولة في المسلسل. وقد صدرت الحلقة الأولى منه في 9 يونيو 2021 وانتهى المسلسل بحلقته الثامنة التي صدرت في 4 أغسطس 2021.